# Anita Rieche
Anita Rieche (* 1950) ist eine deutsche Klassische Archäologin.
Anita Rieche studierte Klassische Archäologie, Kunstgeschichte sowie Ur- und Frühgeschichte und wurde 1975 an der Universität Bochum mit einer Dissertation zu den römischen Kopien der Statue der Leda des Timotheos promoviert. Danach arbeitete sie bis 1979 für die Abteilung Rom des Deutschen Archäologischen Instituts und die Theodor Wiegand Gesellschaft und beschäftigte sich mit der Geschichte des Deutschen Archäologischen Instituts. Anschließend arbeitete sie bis 2000 am Regionalmuseum/Archäologischer Park Xanten in der Museumspädagogik, Öffentlichkeitsarbeit und im Publikationswesen. Von 2000 bis zu ihrer Pensionierung 2007 leitete sie am Rheinischen Landesmuseum Bonn die Abteilung Publikationen.
Zu ihren wissenschaftlichen Forschungsgebieten gehören das Nachleben der Antike und die Geschichte und Praxis archäologischer Rekonstruktionen.

## Publikationen (Auswahl)
- Das antike Italien aus der Luft. Lübbe, Bergisch Gladbach 1978, ISBN 3-7857-0223-X.
- 150 Jahre Deutsches Archäologisches Institut Rom. Katalog der Ausstellung. Hrsg. von der Theodor Wiegand Gesellschaft. Gesellschaft der Freunde des Deutschen Archäologischen Instituts. Gemeinnützige Verwaltungsgesellschaft für Wissenschaftspflege, Essen 1979, ISBN 3-922275-00-1.
- Herausgeber: Die Satzungen des Deutschen Archäologischen Instituts. 1828 bis 1972. Zabern, Mainz 1979, ISBN 3-8053-0394-7.
- Römische Kinder- und Gesellschaftsspiele (= Schriften des Limesmuseums Aalen  Nr. 34). Württembergisches Landesmuseum, Stuttgart 1984.
- mit Ursula Heimberg: Die römische Stadt. Planung, Architektur, Ausgrabung. Rheinland-Verlag, Köln 1986. ISBN 3-7927-0907-4; Neubearbeitung 2009, ISBN 978-3-941559-05-9.
- mit Ursula Heimberg: Colonia Ulpia Traiana. Die römische Stadt. Planung – Architektur – Ausgrabung (= Führer und Schriften des Archäologischen Parks Xanten Bd. 18). Rheinland-Verlag, Köln 1998, ISBN 3-7927-1725-5.
- mit Hans-Joachim Schalles, Michael Zelle (Hrsg.): Grabung – Forschung – Präsentation. Festschrift Gundolf Precht (= Xantener Berichte, Band 12). Zabern, Mainz 2002, ISBN 3-8053-2960-1.
- Von Rom nach Las Vegas. Rekonstruktionen antiker römischer Architektur von 1800 bis heute. Reimer, Berlin 2012, ISBN 978-3-496-01457-7.